# دنیل سامرهیل
دنیل سامرهیل (انگلیسی: Daniel Summerhill؛ زادهٔ ۱۳ فوریهٔ ۱۹۸۹) دوچرخه‌سوار اهل ایالات متحده آمریکا است.
از باشگاه‌هایی که در آن بازی کرده‌است می‌توان به تیم دوچرخه‌سواری یونایتدهلثکر، کنندیل–دراپاک، و تیم دوچرخه‌سواری یونایتدهلثکر اشاره کرد.